# Xanthorhoe inconsiderata
Xanthorhoe inconsiderata là một loài bướm đêm trong họ Geometridae.